# Malînivka, Berdeansk
Malînivka (în ucraineană Малинівка) este un sat în comuna Mîkolaiivka din raionul Berdeansk, regiunea Zaporijjea, Ucraina.

## Demografie
Componența lingvistică a localității Malînivka
     Ucraineană (85,19%)
     Rusă (14,07%)
     Alte limbi (0,74%)
Conform recensământului din 2001, majoritatea populației localității Malînivka era vorbitoare de ucraineană (85,19%), existând în minoritate și vorbitori de rusă (14,07%).